# Гетьман, Иван Ильич
Гетман Иван Ильич (21 января 1931, с. Богдановка — 22 января 1981, Тернополь) — советский учёный в области стоматологии, педагог. Кандидат медицинских наук (1969), доцент (1971), ректор Тернопольского государственного медицинского института (1972—1981).
Дети: Гетьман Наталья Ивановна (1956—2022)

## Биография
Иван Ильич Гетман родился 21 января 1931 года в селе Богдановка, ныне Кропивницкого района Кировоградской области Украины.
В 1950 году окончил 10 классов средней школы и в том же году поступил на стоматологический факультет Киевского медицинского института (ныне университет), который закончил в 1955 году, получив диплом с отличием.
Работал врачом-стоматологом в г. Зборов, главный врач Зборовской райсанэпидемстанции и районной больницы (1956—1960), главный врач Тернопольской областной стоматологической поликлиники (1960), заведующий лечебно-профилактического сектора Тернопольского областного отдела здравоохранения (1961—1963).
С 1963 г. — в Тернопольском государственном медицинском институте: ассистент, доцент (1971) курса стоматологии кафедры госпитальной хирургии, ректор (25 октября 1972—1981).
За время руководства Ивана Гетмана открыт факультет совершенствования врачей, новые кафедры, подготовительное отделение, лаборатория электронной микроскопии, открыта вечерняя форма обучения, введён программный контроль знаний студентов, расширена материальная база института. В частности, внедрена электронная микроскопия, организованы гистохимическая, ультрамикротомная и морфометрическая лаборатории, построены два общежития на улице Живова.
Умер от повторного инфаркта миокарда 22 января 1981 года.

## Научная деятельность
Научная деятельность Ивана Гетмана была посвящена проблемам обезболивания в хирургической стоматологии, изучению и внедрению в практику новых обезболивающих средств, а также совершенствованию пластических операций при врождённых пороках и аномалиях челюстно-лицевой области.
Им предложен оригинальный вариант уранопластики, который по эффективности превосходил существовавшие тогда методы.
В 1969 г. защитил кандидатскую диссертацию на тему «Опыт применения бенкаина и тримекаина в хирургической стоматологии».

## Общественная и партийная деятельность
Был членом профкома работников института, лектором общества «Знание», руководителем медико-просветительской бригады преподавателей, выступал перед тружениками в районах области.
В 1970—1972 годах возглавлял партийную организацию института

## Творчество
Автор более 30 научных и научно-методических трудов.

## Награды
- Орден «Знак Почёта»,
- Медаль «За доблестный труд»,
- Почётный знак «Отличник здравоохранения»,
- другие отраслевые награды.

## Семья
- Супруга — Александра Никифоровна Пономаренко (18 Декабря 1933 — 20 Октября 2020)
- Дочь — Наталья Ивановна Гетьман (17 Октября 1956 — 18 Марта 2022)
- Внучки — Инна Игоревна (7 Февраля 1975) и Виктория Владимировна (10 Мая 1979)